# 11241 Eckhout
A 11241 Eckhout (ideiglenes jelöléssel 6792 P-L) a Naprendszer kisbolygóövében található aszteroida. Cornelis Johannes van Houten,  Ingrid van Houten-Groeneveld és Tom Gehrels fedezte fel 1960. szeptember 24-én.